# Referèndum constitucional del Tadjikistan de 1999
El 26 de setembre de 1999 es va celebrar un referèndum constitucional al Tadjikistan. Els canvis incloïen la legalització dels partits polítics religiosos, la introducció d'un parlament bicameral i la prolongació del mandat presidencial de cinc a set anys. Van ser aprovats pel 75% dels votants, amb una participació del 93%.